# TBS 대형 시대극 스페셜
TBS 대형 시대극 스페셜(TBS大型時代劇スペシャル은 일본 도에이 영화사가 제작하고 TBS에서 1987년부터 1997년까지 방송했던 역사 드라마 시리즈이다.
대한민국에서는 무협TV에서 《대망》이라는 제목으로 제1편 다케다 신켄, 제2편 오다 노부나가, 제3편 도쿠가와 이에야스로 묶어서 방영된 적이 있다.

## 작품 소개
- 《태합기》
- 《도쿠가와 이에야스》
- 《오다 노부나가》
- 《사카모토 료마》
- 《미나모토노 요시츠네》
- 《다케다 신겐》
- 《다이라노 기요모리》
- 《천하를 잡은 남자 도요토미 히데요시》
- 《대추신구라》
- 《사랑과 야망의 독안용 다테 마사무네》
- 《료마가 간다》

》
》
》